# 토요타 마크 II 블리트

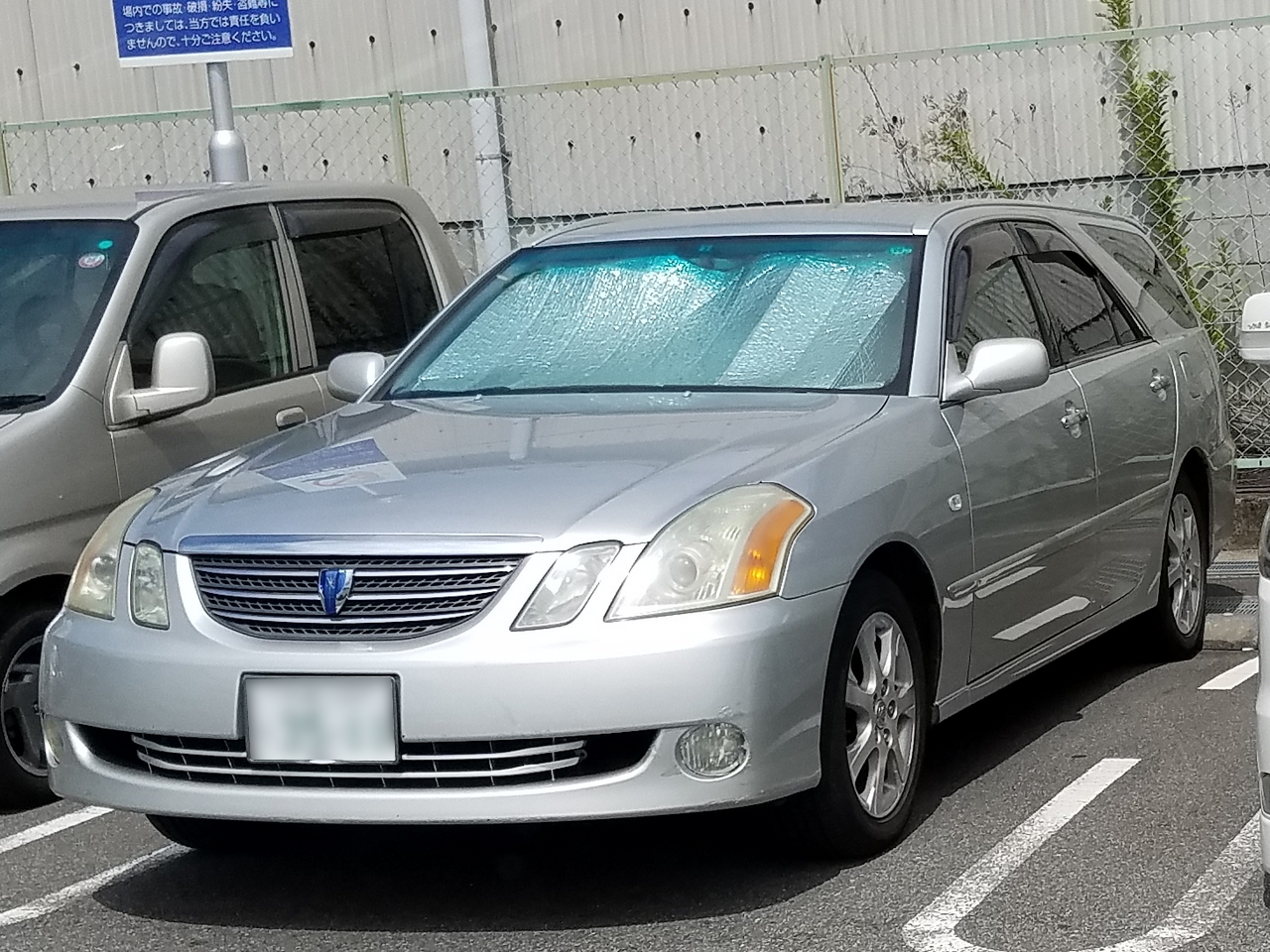
토요타 마크 II 블리트(전기형) 정측면

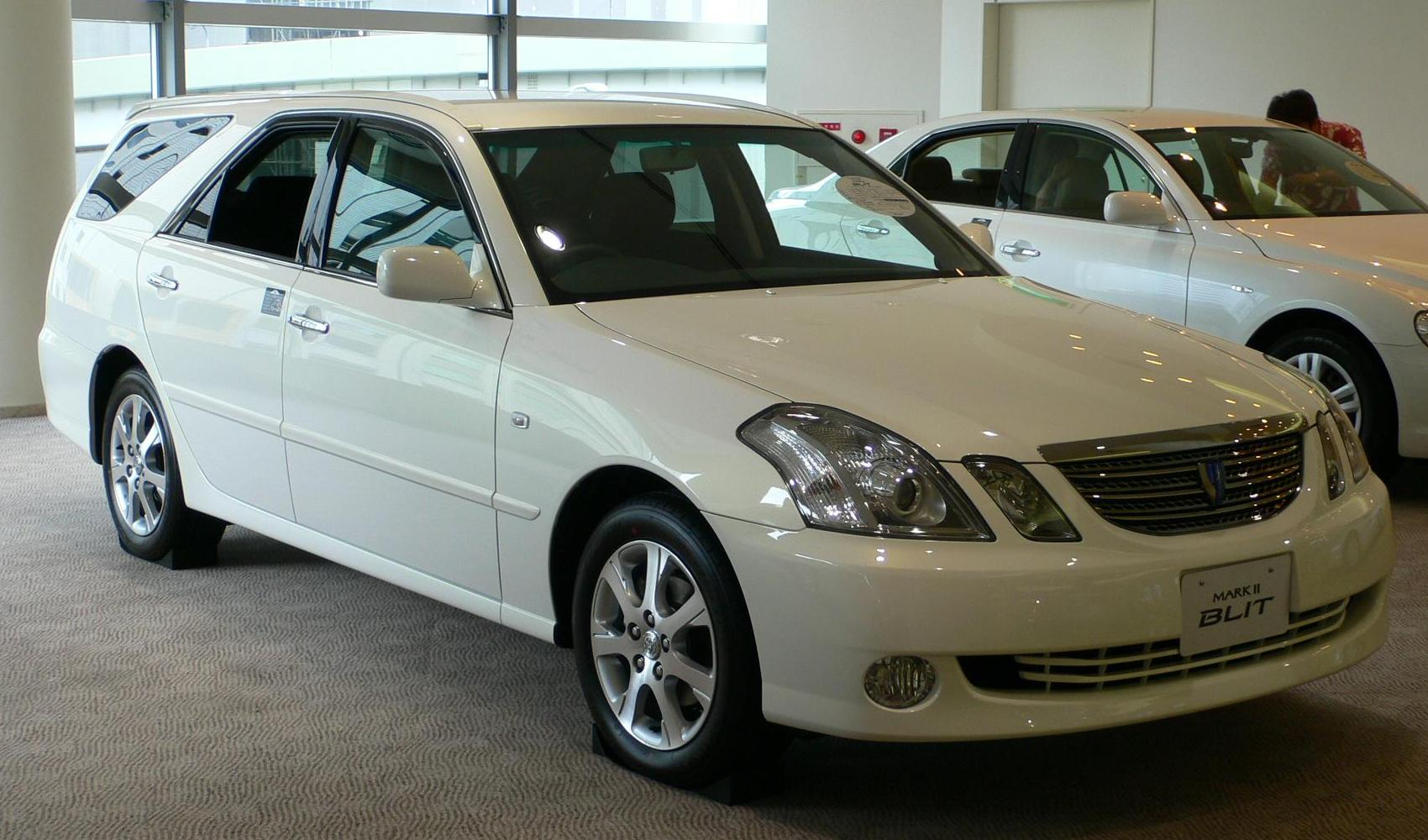
토요타 마크 II 블리트(후기형) 정측면

토요타 마크 II 블리트(Toyota Mark II Blit)는 일본의 자동차 회사인 토요타가 생산, 판매했던 중형 스테이션 왜건이다. X110계 마크 II를 기반으로 했으며, 2002년 1월에 마크 II 콰리스의 후속 차종으로 출시되었다. 칼디나와 크라운 에스테이트 사이에 배치했다. 후륜구동이 기본이며, 4륜구동은 옵션으로 선택할 수 있었다. 엔진은 2.0L 1G-FE, 2.5L 1JZ-FSE, 2.5L 1JZ-GE, 2.5L 터보차지 1JZ-GTE가 각각 장착되었다. iR 트림만 있으며, 그란데 트림은 출시되지 않았다. 2004년 11월에 기존의 마크 II가 후속 차종인 마크 X로 대체되면서 단종된 후에도 마크 II 네이밍은 유지되었다. 그 해 12월에는 마이너 체인지를 통해 전조등과, 프론트 그릴이 약간 변화를 줬고, 정지 램프에 LED가 적용되었다. 2007년 6월 30일에 단종되면서 마크 II 네이밍이 들어간 차종은 39년만에 사라졌고, 후속 차종은 9월 26일에 같은 바디 형식의 MPV 스타일인 마크 X ZiO가 채웠다.